# Færøsk Sprognævn
Málráðið (dansk: Sprogrådet), før 2012 Føroyska málnevndin (dansk: Færøsk Sprognævn), blev stiftet i april 1985, og har som mål at styrke og videreudvikle det færøske sprog og rådgive det færøske landsstyre i sproglige spørgsmål. Sprognævnet har blandt andet som opgave at fastsætte skrivemåden for nye ord som kommer ind i sproget og at tilse, at det offentlige bruger sproget på tilfredsstillende måde. Sprognævnet er underlagt det færøske kulturministerium.
Rådet er med i Nordens Sprogråd, der er en del af Nordisk råd.

## Opgaver
I følge nævnets formålsparagraf (§2), er dette nævnets fastsatte opgaver:
- At samle og lagre nye færøske ord, og hjælpe til med at vælge og skabe nye ord. Nævnet skal også være observant for at finde sproglige fejl som bliver begået, og da forsøge at hindre, at fejlene bliver udbredt yderligere.
- At samarbejde med sprognævn i foreninger og institutioner, og støtte dem så meget som muligt i deres arbejde.
- At svare på spørgsmål relaterede til sprog for institutioner og private, og eftertrykkelig samarbejde med institutioner og media som har en betydelig indvirkning på sproget, såsom som statslige administration, skoler, aviser, radio og fjernsyn.
- At svare på spørgsmål om egennavne, stednavne og andre navne. Spørgsmål og svar vil blive lagret i nævnets arkiv.
- At samarbejde med andre sprogråd/-nævn og lignende institutioner i andre nordiske land, og sende repræsentanter til deres møder.

## Medlemmer
Perioden for den nuværende Sprogråd begyndte 1. januar 2013, og afsluttes 31. december 2016. Der er 11 medlemmer af rådet. 
Medlemmer:
- Zakaris Svabo Hansen, adjunkt, Tórshavn, formand, udpeget af Móðurmálslærarafelag Føroya (færøsklærernes forening)
- Katrin Næs, gymnasielærer, Hvannasund, næstforkvinde, udpeget af kulturministeren
- Hjalmar P. Petersen, lektor, Sandavág, udpeget af Færøernes Universitet
- Marna Jacobsen, Sørvagur, udpeget af Færøernes lærerforening og Ligestillingsnævnet
- Kári Leivsson, Hoyvík, udpeget af Rithøvundafelag Føroya (forfatterforeningen)
- Sólvá Jónsdóttir,  konsulent, Hósvík, udpeget af Námi
- Anfinnur Johansen, lektor, Hoyvík, udpeget af Navnenævnet
- Hanna Simonsen, fuldmægtig, Tórshavn, udpeget af Kommunusamskipan Føroya (kommunernes organisation)
- Eivind Weyhe, lektor emeritus, Valdur udpeget af Stednavnsnævnet
- Randi Meitil, gymnasielærer, Tórshavn udpeget af Málfelagnum (Sprogforeningen)
- Jonhard Mikkelsen, námslektari, Vestmanna, udpeget af kulturministeren

## Udgivelser
Bogudgivelser fra Føroyska málnevndin:
- Jóhan Hendrik W. Poulsen: Nøkur teldorð (1985, 1990)
- Jóhan Hendrik W. Poulsen: Fólkanøvn: Úrval til leiðbeiningar (1989)
- Jeffrei Henriksen: Mál- og bókmentaorðalisti (2003)